# Sanicula arguta
Sanicula arguta, especie herbácea perteneciente a la familia de las apiáceas. Es originaria de las colinas de la costa y las montañas de la mitad sur de California y Baja California, donde crece en muchos tipos de hábitat locales.

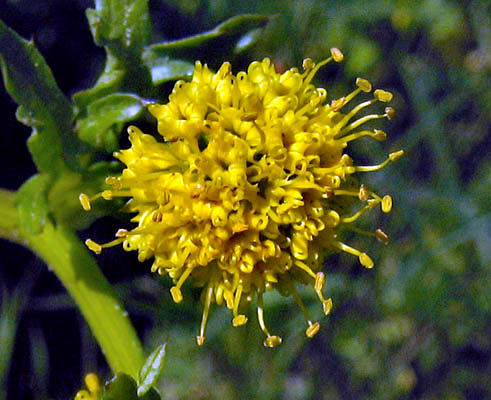
Vista de la planta

## Descripción
Hierba perenne que crece de una gruesa raíz principal que se asemeja a un nabo. La planta es principalmente erguida, con un crecimiento de hasta medio metro de altura. Las hojas miden hasta 10 centímetros de largo y se divide en varios lóbulos con dientes afilados. La inflorescencia está formada por una o más cabezas bisexuales y una única masculina con flores pequeñas, curvadas, con pétalos de color amarillo oro. Los frutos espinosos son de aproximadamente medio centímetro de largo.

## Taxonomía
Sanicula arguta fue descrita por J.M.Coult. & Rose y publicado en Contributions from the United States National Herbarium 7(1): 36–37. 1900.
Etimología
Sanicula: nombre genérico que deriva del diminutivo de la palabra latina sanare que significa "curar".
arguta: epíteto latino que significa "con hojas fuertemente dentadas".
Sinonimia
- Sanicula simulans Hoover	[4]